# 蒲原バスストップ
蒲原バスストップ（かんばらバスストップ）は、静岡県静岡市清水区の東名高速道路本線上にあるバス停である。東名蒲原（とうめいかんばら）とも言う。
東名ハイウェイバスの急行便が全便停車する。
周辺は山と海に囲まれており、東名高速道路で最も海に近いバス停である。

## 歴史
- 1969年6月10日 : 開設

## 停車する路線
- 東名ハイウェイバス（東京 - 御殿場 - 静岡）（JRバス関東、JR東海バス）

## 隣接のバス停
- 東名ハイウェイバス
興津BS - 蒲原BS - 富士川BS
なお、興津BSとの間にある由比PA内に由比BSがあったが廃止されている。

## 乗り換え
- 富士急静岡バス 蒲原文化センター前バス停
- JR東海道本線 蒲原駅

## 距離
- 東京駅から149.0 km